# Costante Girardengo
Costante Girardengo (Novi Ligure, 18 maart 1893 - aldaar, 9 februari 1978) was een Italiaanse wielrenner. Hij was een van de grootste renners van het Interbellum. Op zijn palmares staat tweemaal de Ronde van Italië, zesmaal Milaan-San Remo en driemaal de Ronde van Lombardije. Ook werd hij negen keer Italiaans kampioen op de weg, een ongeëvenaard record. Op het eerste wereldkampioenschap wielrennen in 1927 werd hij tweede in de wegwedstrijd.

## Carrière
Girardengo werd prof in mei 1912 en pakte onmiddellijk een negende plaats in de Ronde van Lombardije. In zijn eerste volledige seizoen als prof wint hij een etappe in de Ronde van Italië (zijn eerste van 30) en het Italiaans kampioenschap. Hij herhaalde deze successen in 1914 en deed er nog een overwinning in Milaan-Turijn bij. Hij stond ook voor de eerste, en enige, maal aan de start van de Ronde van Frankrijk maar reed die niet uit nadat hij herhaaldelijk was gevallen. In 1915 wint hij Milaan-San Remo, maar hij wordt gediskwalificeerd omdat hij niet het volledige parcours aflegde. Daarna werd zijn carrière brutaal onderbroken door de Eerste Wereldoorlog.
Hij komt weer aan winnen toe in 1918, met zijn eerste van zes zeges in Milaan-San Remo. Hij eindigt zelfs negen keer op rij op het podium van deze wedstrijd. Een opmerkelijke prestatie, want Girardengo ontsnapte ternauwernood aan de dood, na het oplopen van de Spaanse griep. Zijn manager geloofde zelfs niet dat een overlever van deze ziekte nog professioneel kon wielrennen, en weigerde aanvankelijk Girardengo's licentie te vernieuwen.
Girardengo wint zijn eerste Ronde van Italië in 1919, hij wint er ook zeven etappes. Daarna moet hij driemaal op rij al snel opgeven in de Giro, maar hij slaat terug in 1923, wanneer hij acht van de tien etappes wint en voor een tweede keer het eindklassement binnenrijft. Hij wint zijn laatste grote wedstrijd in 1928 (Milaan-San Remo) en blijft fietsen tot zijn 43e, in 1936.
Na zijn afscheid wordt Girardengo bondscoach van de Italiaanse nationale ploeg. Zo loodst hij Gino Bartali naar eindwinst in de Tour van 1938. Hij ontleent ook zijn naam aan een merk van fietsen en motorfietsen in Alessandria.

## Belangrijke overwinningen
1913
 Italiaans kampioenschap
6e etappe Ronde van Italië
Eindklassement Rome-Napels-Rome
2e etappe
1914
 Italiaans kampioenschap
3e etappe Ronde van Italië
Milaan-Turijn
1915
Milaan-Turijn
1918
Milaan-San Remo
Ronde van Emilië
1919
 Italiaans kampioenschap
Eindklassement Ronde van Italië
1e, 2e, 6e, 7e, 8e, 9e en 10e etappe
Ronde van Lombardije
Milaan-Turijn
Ronde van Piëmont
Ronde van Emilië
Milaan-Modena
1920
 Italiaans kampioenschap
Milaan-Turijn
Ronde van Piëmont
Milaan-Modena
1921
 Italiaans kampioenschap
Milaan-San Remo
Ronde van Lombardije
1e etappe Ronde van Italië
2e etappe Ronde van Italië
3e etappe Ronde van Italië
4e etappe Ronde van Italië
Ronde van Emilië
Rome-Napels-Rome
Genua-Nice
1922
 Italiaans kampioenschap
Ronde van Lombardije
2e etappe Ronde van Italië
Ronde van Romagna
Ronde van Emilië
Rome-Napels-Rome
Tour du Lac Léman
1923
 Italiaans kampioenschap
Eindklassement Ronde van Italië
1e, 3e, 4e, 5e, 6e, 7e, 8e en 10e etappe
Milaan-San Remo
Milaan-Turijn
Ronde van Veneto
Ronde van Toscane
Rome-Napels-Rome
1924
 Italiaans kampioenschap
GP Wolber
Ronde van Piëmont
Ronde van Toscane
Ronde van Veneto
1925
 Italiaans kampioenschap
Milaan-San Remo
2e etappe Ronde van Italië
4e etappe Ronde van Italië
7e etappe Ronde van Italië
9e etappe Ronde van Italië
10e etappe Ronde van Italië
11e etappe Ronde van Italië
Ronde van Emilië
Ronde van Veneto
Rome-Napels-Rome
1926
Milaan-San Remo
4e etappe Ronde van Italië
5e etappe Ronde van Italië
Ronde van Romagna
Ronde van Veneto
1927
Zesdaagse van Milaan (samen met Alfredo Binda)
1928
Milaan-San Remo
Milaan-Modena
Zesdaagse van Milaan (samen met Pietro Linari)
Zesdaagse van Breslau (samen met Willy Rieger)
Zesdaagse van Leupzig (samen met Antonio Negrini)

## Resultaten in voornaamste wedstrijden
| Jaar | Ronde van Italië | Ronde van Frankrijk | Ronde van Spanje |
| ---- | ---------------- | ------------------- | ---------------- |
| 1912 |                  |                     |                  |
| 1913 | 6e (1)           |                     |                  |
| 1914 | opgave (1)       | opgave              |                  |
| 1915 |                  |                     |                  |
| 1916 |                  |                     |                  |
| 1917 |                  |                     |                  |
| 1918 |                  |                     |                  |
| 1919 | ↑ (7)            |                     |                  |
| 1920 | opgave           |                     |                  |
| 1921 | opgave (4)       |                     |                  |
| 1922 | opgave (1)       |                     |                  |
| 1923 | ↑ (8)            |                     |                  |
| 1924 |                  |                     |                  |
| 1925 | ↑ (6)            |                     |                  |
| 1926 | opgave (2)       |                     |                  |
| 1927 |                  |                     |                  |
| 1928 |                  |                     |                  |
| 1929 |                  |                     |                  |
| 1930 |                  |                     |                  |
| 1931 |                  |                     |                  |
| 1932 | opgave           |                     |                  |
| 1933 | opgave           |                     |                  |
| 1934 |                  |                     |                  |
| 1935 | opgave           |                     |                  |
| 1936 | opgave           |                     |                  |

| Jaar | Milaan-San Remo | Parijs-Roubaix | Ronde van Lombardije |  | WK op de weg |
| ---- | --------------- | -------------- | -------------------- |  | ------------ |
| 1912 |                 |                | 9e                   |  |              |
| 1913 |                 |                |                      |  |              |
| 1914 | 17e             |                | 6e                   |  |              |
| 1915 |                 |                |                      |  |              |
| 1916 |                 |                |                      |  |              |
| 1917 | ↑               |                | 10e                  |  |              |
| 1918 | ↑               |                |                      |  |              |
| 1919 | ↑               |                | ↑                    |  |              |
| 1920 | ↑               |                |                      |  |              |
| 1921 | ↑               |                | ↑                    |  |              |
| 1922 | ↑               |                | ↑                    |  |              |
| 1923 | ↑               |                |                      |  |              |
| 1924 | ↑               |                | ↑                    |  |              |
| 1925 | ↑               | 7e             | Zilver               |  |              |
| 1926 | ↑               |                |                      |  |              |
| 1927 |                 |                |                      |  | ↑            |
| 1928 | ↑               |                |                      |  |              |
| 1929 |                 |                |                      |  |              |
| 1930 | 5e              |                |                      |  |              |
| 1931 |                 |                |                      |  |              |
| 1932 |                 |                |                      |  |              |
| 1933 | 11e             |                |                      |  |              |

- Bibliothèque nationale de France: cb165619929 (data)
- Gemeinsame Normdatei: 131641042
- International Standard Name Identifier: 0000 0000 4903 3971
- Library of Congress Control Number: no2006007575
- Istituto Centrale per il Catalogo Unico: CUBV076718
- Virtual International Authority File: 40513783
- WorldCat: E39PBJxGYhqDD6mddTHx33BgKd